# Национално знаме на Ангола
Националното знаме на Ангола представлява две хоризонтални еднакви цветни полета – червено отгоре и черно отдолу и има правоъгълна форма с отношение ширина към дължина 2:3. В средата е изобразен златен символ, представляващ две-трети от зъбчато колело, мачете и петолъчка.
Знамето е прието на 11 ноември 1975 г.

## История
Настоящото знаме на Ангола е модификация на знамето на управляващата партия – Народно движение за освобождение на Ангола - Партия на труда, която по време на борбата за независимост използва същите цветове и форма, но със златна петолъчка в средата. Червеният цвят в него символизира социализма, черният – Африка, а звездата е подобна на петолъчката от знамето на СССР, тъй като Съветският съюз спонсорира движението.
По-късно символиката на цветовете се променя, за да не бъде директно свързана с партията и червеният цвят символизира кръвта на анголците, проляна за независимостта на страната им. Зъбното колело и мачетето заменят петолъчката по време на марксиското правителство в страната по подобие на сърпа и чука от знамето на СССР. Те символизират съответно работническата класа и селяните.
Поради политическия характер на знамето употребата му се оспорва. През 2003 г. е направено предложение за ново знаме, но то не е прието. Знамето е съставено от 5 хоризонтални ивици в три основни цвята – син, бял и червен. Синият цвят символизира свободата, справедливостта и единството, белият мира, обединиението и хармонията, а червеният саможертвата и гериозма на анголския народ. В средата е изобразено златно слънце с 15 лъча и три концентрични кръга, което е копие на слънце от пещерна рисунка в пещера в югозападната част на Ангола.